# SI-Centrum
Het SI-Centrum (Stuttgart International Centrum) is een vrijetijdscentrum in de Duitse stad Stuttgart. Het centrum wordt jaarlijks door circa twee miljoen mensen bezocht.
Het centrum biedt onderdak aan de twee musicaltheaters Apollo en Palladium, een Cinemaxx-bioscoop, een casino, het subtropische zwembad Schwabenquellen en tal van horecagelegenheden. De musicaltheaters zijn sinds de opening in handen van Stella AG. Stage Entertainment van Joop van den Ende nam hier in 2002 een belang in. De musicaltheaters bevinden zich in 2019 financieel in zwaar weer.

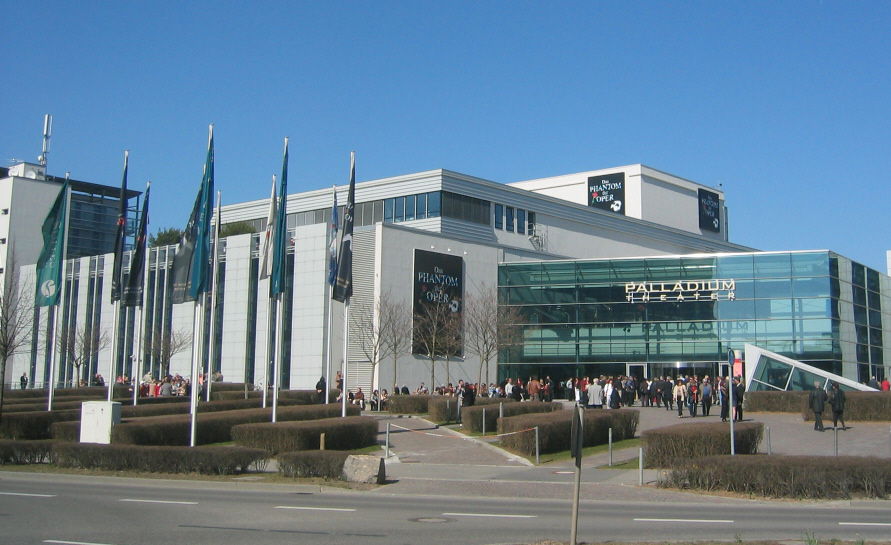
Stage Palladium Theater